# باشگاه فوتبال لوادیا تالین
باشگاه فوتبال لوادیا تالین (به استونیایی: FC Levadia Tallinn) باشگاهی در شهر تالین، استونی است.
این باشگاه در سال ۱۹۹۸ میلادی تأسیس شده است.

## افتخارات
- لیگ برتر فوتبال استونی: (۸)

۱۹۹۹، ۲۰۰۰، ۲۰۰۴، ۲۰۰۶، ۲۰۰۷، ۲۰۰۸، ۲۰۰۹، ۲۰۱۳
- جام حذفی فوتبال استونی: (۷)

۱۹۹۹، ۲۰۰۰، ۲۰۰۴، ۲۰۰۵، ۲۰۰۷، ۲۰۱۰، ۲۰۱۲
- سوپر جام فوتبال استونی: (۵)

۱۹۹۹، ۲۰۰۰، ۲۰۰۱، ۲۰۱۰، ۲۰۱۳